# Джеймс (остров, Чили)
Джеймс — остров архипелага Чонос в Чили. Наивысшая точка — 1290 метров над уровнем моря. Имеется небольшой порт на южном берегу.